# Pianosonate nr. 2 (Prokofjev)
Sergej Prokofjev componeerde zijn Pianosonate nr. 2 in d mineur, opus 14 in het jaar 1912.
Het werk bestaat uit vier delen:
1. Allegro ma non troppo
2. Allegro marcato
3. Andante
4. Vivace

## Geschiedenis
De première vond plaats te Moskou op 5 februari 1914. Van 20 maart tot 22 maart 1915 bevond Prokofjev zich in Milaan om samen met Serge Diaghilev, de leider van het Ballets Russes overleg te plegen over een nog te schrijven opera; De Nar. Hier ontmoette Prokofjev voor het eerst Igor Stravinsky. Prokofjev speelde hier zijn Toccata, zijn Tweede Pianoconcert, maar ook zijn Tweede Pianosonate voor aan Stravinsky, die hem hierna de hemel inprees voor zijn spel. Hier speelden ze samen de pianoversie van Stravinsky's Le Sacre du printemps. Hoewel Prokofjev eerder nog geen enkele sympathie toonde voor Stravinsky's werken, zag hij nu pas de ware schoonheid ervan in.

## De pianosonate
Het Allegro ma non troppo is een zeer mysterieus spel. Het Allegro marcato is daarentegen een vlug deel met een staccato-achtige sfeer. In het droevige Andante wordt impliciet gerefereerd aan het Allegro ma non troppo. Het vierde en laatste deel, het Vivace - is veel vrolijker en kent hier en daar een overduidelijke herinnering naar het Allegro ma non troppo.